# Премия BAFTA за лучший адаптированный сценарий
Премия BAFTA за лучший адаптированный сценарий вручается Британской академией кино и телевизионных искусств с 1984 года за сценарий, основанный на каком-либо опубликованном или отснятом ранее материале (литературные произведения, телешоу, фильмы и т. д.). Первоначально, с 1955 года, существовала номинация «Лучший сценарий для британского фильма», с 1969 года переименованная в «Лучший сценарий». С 1984 года награда вручается по двум отдельным категориям: за лучший оригинальный сценарий и за лучший адаптированный сценарий.
Ниже приведён полный список лауреатов и номинантов. Имена победителей выделены жирным шрифтом и отдельным цветом.

## Терминология
По мнению лингвиста и переводчика Д. И. Ермоловича, английский термин «adapted screenplay» следует переводить как «сценарий экранизации».

## 1984—1990
| Год  | Церемония | Фильм                             | Авторы сценария — победители и номинанты |
| ---- | --------- | --------------------------------- | --- |
| 1984 | 37-я      | • «Пыль и жара»                   | Рут Правер Джабвала (по одноимённому роману автора)                                                                                                  |
| 1984 | 37-я      | • «Воспитание Риты»               | Уилли Расселл (по одноимённой пьесе автора) |
| 1984 | 37-я      | • «Измена»                        | Гарольд Пинтер (по одноимённой пьесе автора) |
| 1984 | 37-я      | • «Тутси»                         | Ларри Гелбарт, Мюррей Шизгаль (на основе рассказа Ларри Гелбарта)                                                                                    |
| 1985 | 38-я      | • «Поля смерти»                   | Брюс Робинсон (на основе статьи Сидни Шэнберга «The Death and Life of Dith Pran»)                                                                    |
| 1985 | 38-я      | • «Другая страна»                 | Джулиан Митчелл (по одноимённой пьесе автора) |
| 1985 | 38-я      | • «Костюмер»                      | Рональд Харвуд (по одноимённой пьесе автора) |
| 1985 | 38-я      | • «Париж, Техас»                  | Сэм Шепард, Льюис Майнор Карсон (по одноимённой пьесе Сэма Шепарда)                                                                                  |
| 1986 | 39-я      | • «Честь семьи Прицци»            | Ричард Кондон, Джанет Роуч (по одноимённому роману Ричарда Кондона)                                                                                  |
| 1986 | 39-я      | • «Амадей»                        | Питер Шеффер (по одноимённой пьесе автора) |
| 1986 | 39-я      | • «На охоте»                      | Джулиан Бонд (по роману Изабель Колгейт «The Shooting Party»)                                                                                        |
| 1986 | 39-я      | • «Поездка в Индию»               | Дэвид Лин (по одноимённому роману Эдварда Моргана Форстера)                                                                                          |
| 1987 | 40-я      | • «Из Африки»                     | Курт Льюдтке (по мемуарам Карен Бликсен, книге Эррол Тржбински «Silence Will Speak» и книге Джудит Труман «Isak Dinesen: The Life of a Storyteller») |
| 1987 | 40-я      | • «Дети меньшего бога»            | Хэспер Андерсон, Марк Медофф (по одноимённой пьесе Марка Медоффа)                                                                                    |
| 1987 | 40-я      | • «Комната с видом»               | Рут Правер Джабвала (по одноимённому роману Эдварда Моргана Форстера)                                                                                |
| 1987 | 40-я      | • «Ран»                           | Акира Куросава, Хидэо Огуни, Масато Идэ (на основе легенд даймё Мори Мотонари и трагедии Уильяма Шекспира «Король Лир»)                              |
| 1987 | 40-я      | • «Цветы лиловые полей»           | Менно Мейес (по роману Элис Уокер «The Color Purple»)                                                                                                |
| 1988 | 41-я      | • «Жан де Флоретт»                | Клод Берри, Жерар Браш (по роману Марселя Паньоля «L’Eau des collines»)                                                                              |
| 1988 | 41-я      | • «Крошка Доррит»                 | Кристин Эдзард (по одноимённому роману Чарльза Диккенса)                                                                                             |
| 1988 | 41-я      | • «Навострите ваши уши»           | Алан Беннетт (по одноимённой книге Джона Лара) |
| 1988 | 41-я      | • «Черинг Кросс Роуд, 84»         | Хью Уайтмор (по одноимённой книге Хелен Ханфф) |
| 1989 | 42-я      | • «Невыносимая лёгкость бытия»    | Жан-Клод Каррьер, Филип Кауфман (по одноимённому роману Милана Кундеры)                                                                              |
| 1989 | 42-я      | • «Империя солнца»                | Том Стоппард (по одноимённому автобиографическому роману Джеймса Балларда)                                                                           |
| 1989 | 42-я      | • «Кто подставил кролика Роджера» | Джеффри Прайс, Питер Симан (по роману Гэри Вульфа «Who Censored Roger Rabbit?»)                                                                      |
| 1989 | 42-я      | • «Пир Бабетты»                   | Габриэль Аксель (по рассказам Карен Бликсен) |
| 1990 | 43-я      | • «Опасные связи»                 | Кристофер Хэмптон (по одноимённому роману Шодерло де Лакло)                                                                                          |
| 1990 | 43-я      | • «Моя левая нога»                | Шейн Коннотон, Джим Шеридан (по одноимённой автобиографии Кристи Брауна)                                                                             |
| 1990 | 43-я      | • «Турист поневоле»               | Фрэнк Галати, Лоуренс Кэздан (по роману Энн Тайлер «The Accidental Tourist»)                                                                         |
| 1990 | 43-я      | • «Ширли Валентайн»               | Уилли Расселл (по одноимённой пьесе автора) |

## 1991—2000
| Год  | Церемония | Фильм                                   | Авторы сценария — победители и номинанты |
| ---- | --------- | --------------------------------------- | --- |
| 1991 | 44-я      |                                         | |
| 1991 | 44-я      | • «Славные парни»                       | Николас Пиледжи, Мартин Скорсезе (по книге Николаса Пиледжи «Wiseguy»)                                                                           |
| 1991 | 44-я      | • «Война Роузов»                        | Майкл Дж. Лисон (по роману Уоррена Адлера «The War of the Roses»)                                                                                |
| 1991 | 44-я      | • «Открытки с края бездны»              | Кэрри Фишер (по одноимённой книге автора) |
| 1991 | 44-я      | • «Рождённый четвёртого июля»           | Рон Ковик, Оливер Стоун (по одноимённой автобиографии Рона Ковика)                                                                               |
| 1991 | 44-я      | • «Шофёр мисс Дэйзи»                    | Альфред Ури (по одноимённой пьесе автора) |
| 1992 | 45-я      | • «Группа „Коммитментс“»                | Родди Дойл, Иэн Ла Френас, Дик Клемент (по одноимённому роману Родди Дойла)                                                                      |
| 1992 | 45-я      | • «Молчание ягнят»                      | Тед Толли (по одноимённому роману Томаса Харриса)                                                                                                |
| 1992 | 45-я      | • «Сирано де Бержерак»                  | Жан-Поль Раппно, Жан-Клод Каррьер (по одноимённой пьесе Эдмона Ростана)                                                                          |
| 1992 | 45-я      | • «Танцующий с волками»                 | Майкл Блейк (по одноимённому роману автора) |
| 1993 | 46-я      | • «Игрок»                               | Майкл Толкин (по одноимённому роману автора) |
| 1993 | 46-я      | • «Говардс-Энд»                         | Рут Правер Джабвала (по одноимённому роману Эдварда Моргана Форстера)                                                                            |
| 1993 | 46-я      | • «Джон Ф. Кеннеди. Выстрелы в Далласе» | Оливер Стоун, Закари Склар (по романам Джима Маррса «Crossfire: The Plot That Killed Kennedy» и Джима Гаррисона «On the Trail of the Assassins») |
| 1993 | 46-я      | • «Строго по правилам»                  | Баз Лурман, Крэйг Пирс (по пьесе База Лурмана и Эндрю Бовелла «Strictly Ballroom»)                                                               |
| 1994 | 47-я      | • «Список Шиндлера»                     | Стивен Заиллян (по роману Томаса Кенилли «Schindler’s Ark»)                                                                                      |
| 1994 | 47-я      | • «Во имя отца»                         | Терри Джордж, Джим Шеридан (по автобиографии Джерри Конлона «Proved Innocent»)                                                                   |
| 1994 | 47-я      | • «Запах женщины»                       | Бо Голдман (по роману Джованни Арпино «Il buio e il miele»)                                                                                      |
| 1994 | 47-я      | • «Остаток дня»                         | Рут Правер Джабвала (по одноимённому роману Кадзуо Исигуро)                                                                                      |
| 1994 | 47-я      | • «Страна теней»                        | Уильям Николсон (по одноимённой пьесе автора) |
| 1995 | 48-я      | • «Телевикторина»                       | Пол Аттанасио (по роману Ричарда Н. Гудвина «Remembering America: A Voice From the Sixties»)                                                     |
| 1995 | 48-я      | • «Версия Браунинга»                    | Рональд Харвуд (по одноимённой пьесе Теренса Рэттигана)                                                                                          |
| 1995 | 48-я      | • «Клуб радости и удачи»                | Эми Тан, Рональд Басс (по роману Эми Тан «The Joy Luck Club»)                                                                                    |
| 1995 | 48-я      | • «Три цвета: Красный»                  | Кшиштоф Кесьлёвский, Кшиштоф Песевич (как часть трилогии)                                                                                        |
| 1995 | 48-я      | • «Форрест Гамп»                        | Эрик Рот (по одноимённому роману Уинстона Грума)                                                                                                 |
| 1996 | 49-я      | • «На игле»                             | Джон Ходж (по одноимённому роману Ирвина Уэлша)                                                                                                  |
| 1996 | 49-я      | • «Безумие короля Георга»               | Алан Беннетт (по одноимённой пьесе автора) |
| 1996 | 49-я      | • «Бэйб: Четвероногий малыш»            | Джордж Миллер, Крис Нунан (по роману Дика Кинг-Смита «Поросёнок Бэйб»)                                                                           |
| 1996 | 49-я      | • «Покидая Лас-Вегас»                   | Майк Фиггис (по одноимённому роману Джона О’Брайена)                                                                                             |
| 1996 | 49-я      | • «Почтальон»                           | Анна Павиньяно, Майкл Рэдфорд, Фурио Скарпелли, Джакомо Скарпелли, Массимо Троизи (по роману Антонио Скарметы «Пылкое терпение»)                 |
| 1996 | 49-я      | • «Разум и чувства»                     | Эмма Томпсон (по одноимённому роману Джейн Остин)                                                                                                |
| 1997 | 50-я      | • «Английский пациент»                  | Энтони Мингелла (по одноимённому роману Майкла Ондатже)                                                                                          |
| 1997 | 50-я      | • «Ричард III»                          | Иэн Маккеллен, Ричард Лонкрейн (по одноимённой пьесе Уильяма Шекспира)                                                                           |
| 1997 | 50-я      | • «Суровое испытание»                   | Артур Миллер (по одноимённой пьесе автора) |
| 1997 | 50-я      | • «Эвита»                               | Алан Паркер, Оливер Стоун (на основе одноимённого мюзикла)                                                                                       |
| 1998 | 51-я      | • «Ромео + Джульетта»                   | Баз Лурман, Крэйг Пирс (по пьесе Уильяма Шекспира «Ромео и Джульетта»)                                                                           |
| 1998 | 51-я      | • «Крылья голубки»                      | Хуссейн Амини (по одноимённому роману Генри Джеймса)                                                                                             |
| 1998 | 51-я      | • «Ледяной ветер»                       | Джеймс Шеймус (по одноимённому роману Рика Муди)                                                                                                 |
| 1998 | 51-я      | • «Секреты Лос-Анджелеса»               | Кёртис Хэнсон, Брайан Хелгеленд (по одноимённому роману Джеймса Эллроя)                                                                          |
| 1999 | 52-я      | • «Основные цвета»                      | Элейн Мэй (по одноимённому роману Джо Клайна) |
| 1999 | 52-я      | • «Голосок»                             | Марк Херман (по пьесе Джима Картрайта «The Rise and Fall of Little Voice»)                                                                       |
| 1999 | 52-я      | • «Плутовство»                          | Хилари Хенкин, Дэвид Мэмет (по роману Лэрри Байнхарта «American Hero»)                                                                           |
| 1999 | 52-я      | • «Хилари и Джеки»                      | Фрэнк Коттрелл Бойс (на основе мемуаров Пирса и Хилари дю Пре «A Genius in the Family»)                                                          |
| 2000 | 53-я      | • «Конец романа»                        | Нил Джордан (по одноимённому роману Грэма Грина)                                                                                                 |
| 2000 | 53-я      | • «Восток есть Восток»                  | Аюб Хан Дин (по одноимённой пьесе автора) |
| 2000 | 53-я      | • «Идеальный муж»                       | Оливер Паркер (по одноимённой пьесе Оскара Уайльда)                                                                                              |
| 2000 | 53-я      | • «Талантливый мистер Рипли»            | Энтони Мингелла (по одноимённому роману Патриции Хайсмит)                                                                                        |

## 2001—2010
| Год  | Церемония | Фильм                                     | Авторы сценария — победители и номинанты                                                                        |
| ---- | --------- | ----------------------------------------- | --- |
| 2001 | 54-я      | • «Траффик»                               | Стивен Гаан (по мотивам британского телесериала «Путь героина»)                                                 |
| 2001 | 54-я      | • «Вундеркинды»                           | Стив Кловис (по одноимённому роману Майкла Шейбона)                                                             |
| 2001 | 54-я      | • «Крадущийся тигр, затаившийся дракон»   | Цай Гожун, Ван Хуилин, Джеймс Шэмус, Ван Дулу (по одноимённому роману Ван Дулу)                                 |
| 2001 | 54-я      | • «Фанатик»                               | Джон Кьюсак, Д. В. ДеВинсентис, Стив Пинк, Скотт Розенберг (по роману Ника Хорнби «Hi-Fi»)                      |
| 2001 | 54-я      | • «Шоколад»                               | Роберт Нелсон Джейкобс (по одноимённому роману Джоанн Харрис)                                                   |
| 2002 | 55-я      | • «Шрек»                                  | Тед Эллиотт, Терри Россио, Джо Стиллман, Роджер С. Х. Шулман (по детской книге Уильяма Стейга «Шрек!»)          |
| 2002 | 55-я      | • «Айрис»                                 | Ричард Эйр, Чарльз Вуд (на основе мемуаров Джона Бейли «Elegy for Iris»)                                        |
| 2002 | 55-я      | • «Властелин колец: Братство кольца»      | Фрэн Уолш, Филиппа Бойенс, Питер Джексон (по роману Дж. Р. Р. Толкина «Властелин колец»)                        |
| 2002 | 55-я      | • «Дневник Бриджит Джонс»                 | Хелен Филдинг, Ричард Кёртис, Эндрю Дэвис (по одноимённому роману Хелен Филдинг)                                |
| 2002 | 55-я      | • «Игры разума»                           | Акива Голдсман (по биографическому роману Сильвии Назар «A Beautiful Mind»)                                     |
| 2003 | 56-я      | • «Адаптация»                             | Чарли Кауфман, Дональд Кауфман (по книге Сьюзан Орлеан «The Orchid Thief»)                                      |
| 2003 | 56-я      | • «Мой мальчик»                           | Питер Хеджес, Крис Вайц, Пол Вайц (по роману Ника Хорнби «About a Boy»)                                         |
| 2003 | 56-я      | • «Пианист»                               | Рональд Харвуд (по одноимённой автобиографии Владислава Шпильмана)                                              |
| 2003 | 56-я      | • «Поймай меня, если сможешь»             | Джефф Натансон (по одноимённой автобиографии Фрэнка Абигнейла мл. в соавторстве со Стэном Реддингом)            |
| 2003 | 56-я      | • «Часы»                                  | Дэвид Хэйр (по одноимённому роману Майкла Каннингема)                                                           |
| 2004 | 57-я      | • «Властелин колец: Возвращение короля»   | Фрэн Уолш, Филиппа Бойенс, Питер Джексон (по роману Дж. Р. Р. Толкина «Властелин колец»)                        |
| 2004 | 57-я      | • «Девушка с жемчужной серёжкой»          | Оливия Хетрид (по одноимённому роману Трейси Шевалье)                                                           |
| 2004 | 57-я      | • «Крупная рыба»                          | Джон Огаст (по роману Дэниела Уоллеса «Big Fish: A Novel of Mythic Proportions»)                                |
| 2004 | 57-я      | • «Таинственная река»                     | Брайан Хелгеленд (по одноимённому роману Дэнниса Лихейна)                                                       |
| 2004 | 57-я      | • «Холодная гора»                         | Энтони Мингелла (по одноимённому роману Чарльза Фрейзера)                                                       |
| 2005 | 58-я      | • «На обочине»                            | Александр Пэйн, Джим Тейлор (по одноимённому роману Рекса Пиккетта)                                             |
| 2005 | 58-я      | • «Близость»                              | Патрик Марбер (по одноимённой пьесе автора)                                                                     |
| 2005 | 58-я      | • «Волшебная страна»                      | Дэвид Мэги (по пьесе Аллана Ни «The Man Who Was Peter Pan»)                                                     |
| 2005 | 58-я      | • «Дневники мотоциклиста»                 | Хосе Ривера (по книге Альберто Гранадо «Con el Che por America Latina» и дневниковым записям Эрнесто Че Гевары) |
| 2005 | 58-я      | • «Хористы»                               | Кристоф Барратье, Филипп Лопе-Кюрваль (на основе сценария Жана Древиля к фильму «La Cage aux Rossignols»)       |
| 2006 | 59-я      | • «Горбатая гора»                         | Дайана Оссана, Ларри МакМёртри (по одноимённому рассказу Энни Пру)                                              |
| 2006 | 59-я      | • «Гордость и предубеждение»              | Дебора Моггак (по одноимённому роману Джейн Остин)                                                              |
| 2006 | 59-я      | • «Капоте»                                | Дэн Фаттерман (по одноимённому биографическому роману Джералда Кларка)                                          |
| 2006 | 59-я      | • «Оправданная жестокость»                | Джош Олсон (по одноимённому графическому роману Джона Вагнера и Винса Локка)                                    |
| 2006 | 59-я      | • «Преданный садовник»                    | Джеффри Кейн (по одноимённому роману Джона Ле Карре)                                                            |
| 2007 | 60-я      | • «Последний король Шотландии»            | Питер Морган, Джереми Брок (по одноимённому роману Джайлса Фодена)                                              |
| 2007 | 60-я      | • «Дьявол носит Prada»                    | Элин Брош Маккена (по одноимённому роману Лорен Вайсбергер)                                                     |
| 2007 | 60-я      | • «Казино „Рояль“»                        | Нил Пёрвис, Роберт Уэйд, Пол Хаггис (по одноимённому роману Яна Флеминга)                                       |
| 2007 | 60-я      | • «Отступники»                            | Уильям Монахан (на основе оригинального сценария Феликса Чонга и Алана Мака к фильму «Двойная рокировка»)       |
| 2007 | 60-я      | • «Скандальный дневник»                   | Патрик Марбер (по одноимённому роману Зои Хеллер)                                                               |
| 2008 | 61-я      | • «Скафандр и бабочка»                    | Рональд Харвуд (по одноимённой автобиографии Жана-Доминика Боби)                                                |
| 2008 | 61-я      | • «Бегущий за ветром»                     | Дэвид Бениофф (по одноимённому роману Халеда Хоссейни)                                                          |
| 2008 | 61-я      | • «Искупление»                            | Кристофер Хэмптон (по одноимённому роману Иэна Макьюэна)                                                        |
| 2008 | 61-я      | • «Старикам тут не место»                 | Джоэл Коэн, Итан Коэн (по одноимённому роману Кормака Маккарти)                                                 |
| 2009 | 62-я      | • «Миллионер из трущоб»                   | Саймон Бофой (по роману Викаса Сварупа «Вопрос — Ответ»)                                                        |
| 2009 | 62-я      | • «Дорога перемен»                        | Джастин Хэйс (по одноимённому роману Ричарда Йейтса)                                                            |
| 2009 | 62-я      | • «Загадочная история Бенджамина Баттона» | Эрик Рот, Робин Свайкорд (по одноимённому рассказу Фрэнсиса Скотта Фицджеральда)                                |
| 2009 | 62-я      | • «Фрост против Никсона»                  | Питер Морган (по одноимённой пьесе автора)                                                                      |
| 2009 | 62-я      | • «Чтец»                                  | Дэвид Хэйр (по одноимённому роману Бернхарда Шлинка)                                                            |
| 2010 | 63-я      | • «Мне бы в небо»                         | Джейсон Райтман, Шелдон Тёрнер (по одноимённому роману Уолтера Керна)                                           |
| 2010 | 63-я      | • «Воспитание чувств»                     | Ник Хорнби (по автобиографии Линн Барбер «An Education (a memoir)»)                                             |
| 2010 | 63-я      | • «В петле»                               | Джесси Армстронг, Саймон Блэкуэлл, Тони Рош, Армандо Ианнуччи (по мотивам телесериала «Гуща событий»)           |
| 2010 | 63-я      | • «Район № 9»                             | Нил Бломкамп, Терри Татчелл (на основе короткометражного фильма Нила Бломкампа «Выжить в Йобурге»)              |
| 2010 | 63-я      | • «Сокровище»                             | Джеффри Флетчер (по роману Сапфир «Push»)                                                                       |

## 2011—2020
| Год  | Церемония | Фильм                                  | Авторы сценария — победители и номинанты |
| ---- | --------- | -------------------------------------- | --- |
| 2011 | 64-я      | • «Социальная сеть»                    | Аарон Соркин (по книге Бена Мезрича «Миллиардеры поневоле: альтернативная история создания Facebook»)                                                                           |
| 2011 | 64-я      | • «Девушка с татуировкой дракона»      | Николай Арсель, Расмус Хайстерберг (по одноимённому роману Стига Ларссона) |
| 2011 | 64-я      | • «Железная хватка»                    | Джоэл Коэн, Итан Коэн (по роману Чарльза Портиса «True Grit») |
| 2011 | 64-я      | • «История игрушек: Большой побег»     | Майкл Арндт (на основе оригинальной истории Джона Лассетера, Эндрю Стэнтона и Ли Анкрича)                                                                                       |
| 2011 | 64-я      | • «127 часов»                          | Саймон Бофой, Дэнни Бойл (по автобиографии Арона Ралстона «127 часов. Между молотом и наковальней»)                                                                             |
| 2012 | 65-я      | • «Шпион, выйди вон!»                  | Бриджет О’Коннор, Питер Строхан (по одноимённому роману Джона Ле Карре) |
| 2012 | 65-я      | • «Мартовские иды»                     | Джордж Клуни, Грант Хеслов, Бо Уиллимон (по пьесе Бо Уиллимона «Фаррагут-Норт»)                                                                                                 |
| 2012 | 65-я      | • «Потомки»                            | Александр Пэйн, Нат Факсон, Джим Раш (по одноимённому роману Кауи Харт Хеммингс)                                                                                                |
| 2012 | 65-я      | • «Прислуга»                           | Тейт Тэйлор (по одноимённому роману Кэтрин Стокетт) |
| 2012 | 65-я      | • «Человек, который изменил всё»       | Стивен Заиллян, Аарон Соркин (по роману Майкла Льюиса «Moneyball») |
| 2013 | 66-я      | • «Мой парень — псих»                  | Дэвид О. Расселл (по роману Мэттью Квика «Серебристый луч надежды») |
| 2013 | 66-я      | • «Жизнь Пи»                           | Дэвид Мэги (по одноимённому роману Янна Мартела) |
| 2013 | 66-я      | • «Звери дикого Юга»                   | Люси Алибар, Бен Зайтлин (по пьесе Люси Алибар «Juicy and Delicious») |
| 2013 | 66-я      | • «Линкольн»                           | Тони Кушнер (по книге Дорис Кернс Гудвин «Team of Rivals: The Political Genius of Abraham Lincoln»)                                                                             |
| 2013 | 66-я      | • «Операция „Арго“»                    | Крис Террио (по мотивам статьи Джошуа Бермана «The Great Escape» и книги Тони Мендеса «The Master of Disguise»)                                                                 |
| 2014 | 67-я      | • «Филомена»                           | Стив Куган, Джефф Поуп (по книге Мартина Сиксмита «Потерянный ребёнок Филомены Ли»)                                                                                             |
| 2014 | 67-я      | • «Волк с Уолл-стрит»                  | Теренс Уинтер (по одноимённым мемуарам Джордана Белфорта) |
| 2014 | 67-я      | • «За канделябрами»                    | Ричард Лагравенезе (по книге Скотта Торсона и Алекса Торлейфсона «За канделябрами: Моя жизнь с Либераче»)                                                                       |
| 2014 | 67-я      | • «Капитан Филлипс»                    | Билли Рэй (по мемуарам Ричарда Филлипса «Долг капитана») |
| 2014 | 67-я      | • «12 лет рабства»                     | Джон Ридли (по одноимённой автобиографии Соломона Нортапа) |
| 2015 | 68-я      | • «Теория всего»                       | Энтони Маккартен (по мемуарам Джейн Хокинг «Travelling to Infinity: My life with Stephen»)                                                                                      |
| 2015 | 68-я      | • «Игра в имитацию»                    | Грэм Мур (по роману Эндрю Ходжеса «Alan Turing: The Enigma») |
| 2015 | 68-я      | • «Исчезнувшая»                        | Гиллиан Флинн (по одноимённому роману автора) |
| 2015 | 68-я      | • «Приключения Паддингтона»            | Пол Кинг (по книге Майкла Бонда «Медвежонок по имени Паддингтон») |
| 2015 | 68-я      | • «Снайпер»                            | Джейсон Холл (по мемуарам снайпера 3-й команды SEAL Криса Кайла) |
| 2016 | 69-я      | • «Игра на понижение»                  | Адам Маккей, Чарльз Рэндольф (по книге Майкла Льюиса «Большая игра на понижение. Тайные пружины финансовой катастрофы»)                                                         |
| 2016 | 69-я      | • «Бруклин»                            | Ник Хорнби (по одноимённому роману Колма Тойбина) |
| 2016 | 69-я      | • «Комната»                            | Эмма Донохью (по одноимённому роману автора) |
| 2016 | 69-я      | • «Кэрол»                              | Филлис Наджи (по роману Патриции Хайсмит «Цена соли») |
| 2016 | 69-я      | • «Стив Джобс»                         | Аарон Соркин (по одноимённой книге Уолтера Айзексона) |
| 2017 | 70-я      | • «Лев»                                | Люк Дэвис (по книге Сару Брайерли и Ларри Баттроуза «A Long Way Home») |
| 2017 | 70-я      | • «Под покровом ночи»                  | Том Форд (по роману Остина Райта «Tony and Susan») |
| 2017 | 70-я      | • «По соображениям совести»            | Эндрю Найт, Роберт Шенккан (на основе документального фильма Терри Бенедикта «The Conscientious Objector»)                                                                      |
| 2017 | 70-я      | • «Прибытие»                           | Эрик Хайссерер (по повести Теда Чана «История твоей жизни») |
| 2017 | 70-я      | • «Скрытые фигуры»                     | Эллисон Шредер, Теодор Мелфи (по книге Марго Ли Шеттерли «Hidden Figures») |
| 2018 | 71-я      | • «Назови меня своим именем»           | Джеймс Айвори (по одноимённому роману Андре Асимана) |
| 2018 | 71-я      | • «Большая игра»                       | Аарон Соркин (по мемуарам Молли Блум «Molly’s Game: From Hollywood’s Elite to Wall Street’s Billionaire Boys Club, My High-Stakes Adventure in the World of Underground Poker») |
| 2018 | 71-я      | • «Кинозвёзды не умирают в Ливерпуле»  | Мэтт Гринхал (по одноимённым мемуарам Питера Тернера) |
| 2018 | 71-я      | • «Приключения Паддингтона 2»          | Саймон Фарнэби, Пол Кинг (по книге Майкла Бонда «Медвежонок Паддингтон») |
| 2018 | 71-я      | • «Смерть Сталина»                     | Армандо Ианнуччи, Иэн Мартин, Дэвид Шнайдер (по одноимённому графическому роману Фабьена Нури и Тьерри Робина)                                                                  |
| 2019 | 72-я      | • «Чёрный клановец»                    | Спайк Ли, Дэвид Рабинович, Чарли Вачтел, Кевин Уиллмотт (по книге Рона Сталворта «Black Klansman»)                                                                              |
| 2019 | 72-я      | • «Если Бил-стрит могла бы заговорить» | Барри Дженкинс (по одноимённому роману Джеймса Болдуина) |
| 2019 | 72-я      | • «Звезда родилась»                    | Брэдли Купер, Уилл Феттерс, Эрик Рот (на основе сценария Уильяма Уэллмана, Роберта Карсона, Дороти Паркер и Алана Кэмпбелла к одноимённому фильму 1937 года)                    |
| 2019 | 72-я      | • «Сможете ли вы меня простить?»       | Николь Холофсенер, Джефф Уитти (по автобиографии Ли Израэл «Can You Ever Forgive Me?»)                                                                                          |
| 2019 | 72-я      | • «Человек на Луне»                    | Джош Сингер (по биографической книге Джеймса Хансена «First Man: The Life of Neil A. Armstrong»)                                                                                |
| 2020 | 73-я      | • «Кролик Джоджо»                      | Тайка Вайтити (по книге Кристины Лёненс «Caging Skies») |
| 2020 | 73-я      | • «Два Папы»                           | Энтони Маккартен (по пьесе автора «The Pope») |
| 2020 | 73-я      | • «Джокер»                             | Тодд Филлипс, Скотт Силвер (на основе истории персонажа Джокера из вселенной комиксов DC)                                                                                       |
| 2020 | 73-я      | • «Ирландец»                           | Стивен Заиллян (по книге Чарльза Брандта «I Heard You Paint Houses») |
| 2020 | 73-я      | • «Маленькие женщины»                  | Грета Гервиг (по одноимённому роману Луизы Мэй Олкотт) |

## 2021—2025
| Год  | Церемония | Фильм                              | Авторы сценария — победители и номинанты                                                                                   |
| ---- | --------- | ---------------------------------- | --- |
| 2021 | 74-я      | • «Отец»                           | Флориан Зеллер, Кристофер Хэмптон (по пьесе Флориана Зеллера «Le Père»)                                                    |
| 2021 | 74-я      | • «Белый тигр»                     | Рамин Бахрани (по одноимённому роману Аравинда Адиги)                                                                      |
| 2021 | 74-я      | • «Земля кочевников»               | Хлоя Чжао (по документальному роману Джессики Брудер «Земля кочевников: выжить в Америке XXI века»)                        |
| 2021 | 74-я      | • «Мавританец»                     | М. Б. Травен, Рори Хайнс, Сохраб Ноширвани (по мемуарам Мохаммеда Ульда Слахи «Дневник Гуантанамо»)                        |
| 2021 | 74-я      | • «Раскопки»                       | Мойра Буффини (по роману Джона Престона «The Dig»)                                                                         |
| 2022 | 75-я      | • «CODA: Ребёнок глухих родителей» | Шан Хейдер (ремейк фильма «Семейство Белье» 2014 года)                                                                     |
| 2022 | 75-я      | • «Власть пса»                     | Джейн Кэмпион (по одноимённому роману Томаса Сэвиджа)                                                                      |
| 2022 | 75-я      | • «Дюна»                           | Дени Вильнёв, Джон Спэйтс, Эрик Рот (по одноимённому роману Фрэнка Герберта)                                               |
| 2022 | 75-я      | • «Незнакомая дочь»                | Мэгги Джилленхол (по роману Элены Ферранте «The Lost Daughter»)                                                            |
| 2022 | 75-я      | • «Сядь за руль моей машины»       | Рюсукэ Хамагути, Такамаса Оэ (по одноимённому рассказу Харуки Мураками)                                                    |
| 2023 | 76-я      | • «На Западном фронте без перемен» | Лесли Паттерсон, Иан Стокелл (по одноимённому роману Эриха Марии Ремарка)                                                  |
| 2023 | 76-я      | • «Её правда»                      | Ребекка Ленкиевич (по одноимённой книге Меган Туи и Джоди Кантор)                                                          |
| 2023 | 76-я      | • «Жить»                           | Кадзуо Исигуро (на основе сценария Синобу Хасимото, Акиры Куросавы и Хидэо Огуни для одноимённого фильма)                  |
| 2023 | 76-я      | • «Кит»                            | Сэмюэл Д. Хантер (по пьесе автора «The Whale»)                                                                             |
| 2023 | 76-я      | • «Тихоня»                         | Колм Байрид (по новелле Клэр Киган «Foster»)                                                                               |
| 2024 | 77-я      | • «Американское чтиво»             | Корд Джефферсон (по роману Персиваля Эверетта «Erasure»)                                                                   |
| 2024 | 77-я      | • «Бедные-несчастные»              | Тони МакНамара (по одноимённому роману Аласдера Грея)                                                                      |
| 2024 | 77-я      | • «Зона интересов»                 | Джонатан Глейзер (по одноимённому роману Мартина Эмиса)                                                                    |
| 2024 | 77-я      | • «Незнакомцы»                     | Эндрю Хэй (по роману Таити Ямады «Strangers»)                                                                              |
| 2024 | 77-я      | • «Оппенгеймер»                    | Кристофер Нолан (на основе книги Кая Берда и Мартина Шервина «Оппенгеймер. Триумф и трагедия Американского Прометея»)      |
| 2025 | 78-я      | • «Конклав»                        | Питер Строхан (по одноимённому роману Роберта Харриса)                                                                     |
| 2025 | 78-я      | • «Мальчишки из «Никеля»»          | Рамелл Росс, Джослин Барнс (по роману Колсона Уайтхеда «The Nickel Boys»)                                                  |
| 2025 | 78-я      | • «Синг Синг»                      | Клинт Бентли, Грег Куидар, Джон «Дивайн Джи» Уитфилд, Кларенс Маклин (на основе программы реабилитации в тюрьме Синг-Синг) |
| 2025 | 78-я      | • «Боб Дилан: Никому не известный» | Джей Кокс, Джеймс Мэнголд (по книге Элайджи Уолда «Dylan Goes Electric!»)                                                  |
| 2025 | 78-я      | • «Эмилия Перес»                   | Жак Одиар (на основе одноимённого либретто для оперы автора)                                                               |